# Polyosma reducta
Polyosma reducta är en tvåhjärtbladig växtart som beskrevs av Ferdinand von Mueller. Polyosma reducta ingår i släktet Polyosma och familjen Escalloniaceae. Inga underarter finns listade i Catalogue of Life.